# ۱۰۳۶ (قمری)
۱۰۳۶ (قمری)، هزار و سی و ششمین سال در گاهشماری هجری قمری است. اول محرم این سال برابر با بیست و دوم سپتامبر سال ۱۶۲۶ میلادی است.

## وابسته
- طالب آملی